# William Ascroft
William Ascroft (1832 – 1914) è stato un illustratore britannico vissuto nel XIX secolo originario della zona di Chelsea (Londra).
Nell'agosto del 1883 notò che i tramonti nella sua cittadina alla periferia di Londra erano mutati presentando delle colorazioni rosse e gialle molto più forti e intense.
Probabilmente la motivazione di tale cambiamento poteva essere spiegata grazie ad un fenomeno che si stava verificando migliaia e migliaia di chilometri da Londra: l'eruzione del vulcano Krakatoa tra Giava e Sumatra.

Essendo un artista, l'illustratore iniziò a disegnare in piccoli quadretti lo spettacolo che si mostrava alla vista senza sapere che quello che stava realizzando sarebbe diventata una prova degli effetti dell'eruzione del vulcano indonesiano sulle condizioni meteorologiche, in un periodo in cui la fotografia era ancora in bianco e nero.

Oggi, il suo lavoro prodotto in circa 500 illustrazioni realizzate nell'arco di circa quattro anni, sono conservate a Londra e vengono studiate dai meteorologi per studiare gli effetti climatologici della catastrofe che causò la morte di circa 36.000 persone.

## Curiosità
Nel 2004 alcuni ricercatori supposero che il cielo, di colore giallo e rosso sangue, del famoso quadro di Edvard Munch L'urlo, realizzato nel 1893, sia in realtà una riproduzione accurata del cielo norvegese dopo l'eruzione in questione.